# Phyllostegia micrantha
Phyllostegia micrantha är en kransblommig växtart som beskrevs av Harold St.John. Phyllostegia micrantha ingår i släktet Phyllostegia och familjen kransblommiga växter. Inga underarter finns listade i Catalogue of Life.